# کابینه دوم نجیب میقاتی
تشکیل کابینه جدید لبنان به عهده نجیب میقاتی بود و او بعد از پنج ماه مذاکره در پی سقوط کابینه سعد حریری دست به تشکیل کابینه جدید برای دولت لبنان می‌زد. میقاتی بعد از جدال‌هایی که در صحنه سیاسی این کشور به‌وجود آمد نهایتاً در سال ۲۰۱۳ استعفا داد و بعد از او تمام سلام کابینه جدید این کشور را شکل داد.

## زمینه
میقاتی بعد از فروپاشی کابینه سعد حریری مسئول تشکیل کابینه شد. کابینه سعد حریری بخاطر استعفایی که نمایندگان ائتلاف هشت مارس از حد نصاب افتاد و فروپاشید.